# كيا تيلورايد
كيا تيلورايد (Kia Telluride) هي سيارة رياضية متعددة الاستخدامات متوسطة الحجم من 7 أو 8 مقاعد، تم بناؤها بواسطة كيا موتورز . تم طرح السيارة كأصل في عام 2016 ، تم طرح السيارة لأول مرة في ربيع عام 2019 كطراز 2020..

## نظرة عامة
تم إطلاق نسخة إنتاج Kia Telluride في معرض أمريكا الشمالية الدولي للسيارات لعام 2019. أول ظهور علني كان نسخة مخصصة مستوحاة من مجموعة مستوحاة مصمم الأزياء براندون ماكسويل، في أسبوع الموضة في نيويورك في سبتمبر 2018.  يشبه التصميم العام مفهوم عام 2016 باستثناء الواجهة الأمامية التي أعيد تصميمها بالكامل. يستخدم نموذج الإنتاج 3.8L V6 أكبر ويتجنب توليد القوة الهجين. لقد انخفض عرضه وارتفاعه وقاعدة عجلاته بشكل ملحوظ عند مقارنته بنموذج المفهوم.
تشترك مجموعة Telluride في بعض المكونات والمواصفات مع ابن عمّها في شركة Hyundai Palisade ، بما في ذلك المحرك وناقل الحركة وقاعدة العجلات. 
مع Telluride ، تأمل كيا في مواجهة منافسيها الأمريكيين، شيفروليه ترافيرس، أطلس فولكس واجن، هوندا بيلوت والجيل السادس من فورد إكسبلورر في فئة سيارات الدفع الرباعي الكبيرة الحجم كروس أوفر. 

و تمتاز بكونها أكثر مساحة من الداخل وبمحرك اقوى وصرفية وقود اقل بقليل مما يعطيها تميزا بوجهة نظر العديد علاوة على السعر المناسب في فئتها. 

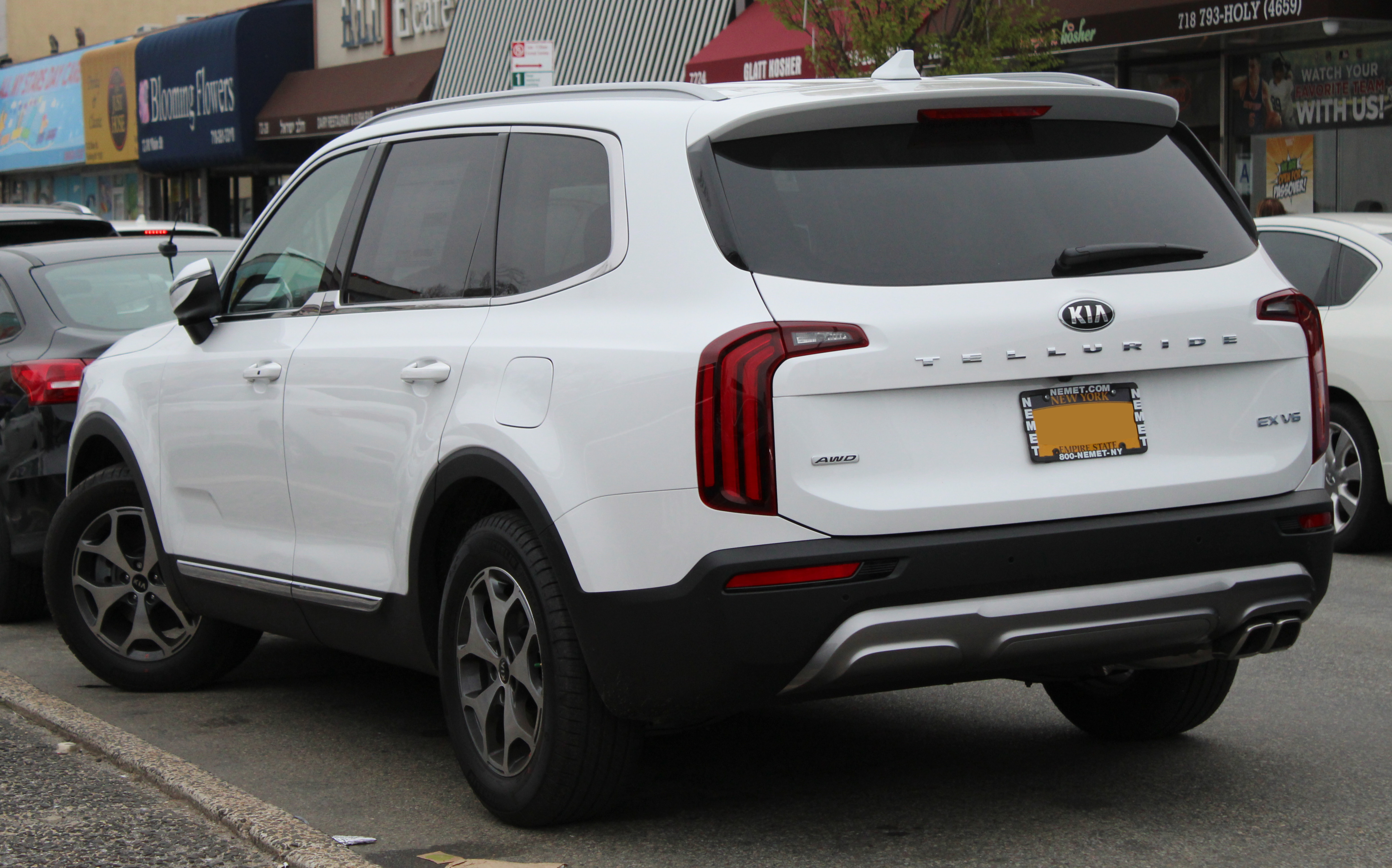
رؤية خلفية

## تقليم المستويات والتسعير
يتم تقديم Telluride في أربعة مستويات من القطع: القاعدة LX و S و EX ذات المستوى المتوسط و SX من أعلى مستوى. يتم توفير الأخير مع «حزمة SX Prestige» الاختيارية، والتي تشمل الدفع الرباعي، مقاعد من جلد نابا الفاخر، وشاشة رأس ، ومقاعد مسخّنة ومبردة ذات تهوية في الصف الثاني، وميزات ممتازة أخرى. 
يبدأ السعر (MSRP) لـ 2020 Telluride في الولايات المتحدة من حوالي 31,690 دولارًا لمستوى القطع LX الأساسي، ما يصل إلى 41,490 دولارًا لمستوى القطع SX (في كل حالة في تهيئة نظام الدفع بالعجلات الأمامية باستثناء رسوم الوجهة والمناولة والضرائب والعنوان والترخيص والخيارات ورسوم التاجر). يمكن إضافة محرك الدفع الرباعي إلى أي مستوى تقليم مقابل 2000 دولار إضافية. تحمل حزمة SX Prestige الاختيارية (التي تشمل الدفع الرباعي) مبلغًا إضافيًا قيمته 4000 دولارً في الولايات المتحدة. 
| تقليم | FWD / AWD | # البشري. | بادئة VIN | رمز النموذج | رمز الخيار | الخيار المضافة         | MSRP    | الشحن / Hdlg |
| ----- | --------- | --------- | --------- | ----------- | ---------- | ---------------------- | ------- | ------------ |
| LX    | FWD       | 8         | 5XYP24HC  | J4222       | 010        | -                      | $ 31690 | $ 1045       |
| LX    | AWD       | 8         | 5XYP2DHC  | J4422       | 010        | -                      | $ 35990 | $ 1045       |
| S     | FWD       | 7         | 5XYP64HC  | J4232       | 010        | -                      | $ 33990 | $ 1045       |
| S     | FWD       | 8         | 5XYP64HC  | J4232       | 015        | 2nd الصف مقاعد البدلاء | $ 34090 | $ 1045       |
| S     | AWD       | 7         | 5XYP6DHC  | J4432       | 010        | -                      | $ 35990 | $ 1045       |
| S     | AWD       | 8         | 5XYP6DHC  | J4432       | 015        | 2nd الصف مقاعد البدلاء | $ 36090 | $ 1045       |
| EX    | FWD       | 8         | 5XYP34HC  | J4242       | 010        | -                      | $ 37090 | $ 1045       |
| EX    | AWD       | 8         | 5XYP3DHC  | J4442       | 010        | -                      | $ 39090 | $ 1045       |
| SX    | FWD       | 7         | 5XYP54HC  | J4282       | 010        | -                      | $ 41490 | $ 1045       |
| SX    | AWD       | 7         | 5XYP5DHC  | J4482       | 010        | -                      | $ 43490 | $ 1045       |
| SX    | AWD       | 7         | 5XYP5DHC  | J4482       | 020        | حزمة برستيج            | $ 45490 | $ 1045       |

## مفهوم
تم تسميتها للمرة الأولى في معرض أمريكا الشمالية الدولي للسيارات لعام 2016 ، والذي سمي على اسم مدينة كولورادو . A -حجم منتصف ، ثلاثة صف، سبعة ركاب سيارات الدفع الرباعي ، وتستند تيلورايد على تعديل سورنتو الهيكلي، ومدعوم من قبل مستعرض محمولة على 3.5 ليتر البنزين مباشرة حقن V6 ينتج 270 حصان جنبا إلى جنب مع صنع محرك كهربائي 130 حصان، لإجمالي الناتج من 400 حصان. يُقال إن استهلاك الوقود يبلغ 30 ميل لكل غالون أمريكي (7.8 ل/100 كـم) 
تم الانتهاء من المظهر الخارجي بدهان من البايرايت المظلمة وشمل جسمًا ممتلئًا يركب على حافة مقاس 22 بوصة، بالإضافة إلى شبكة مصبوبة من أنف النمر وعدة مصابيح أمامية LED ، بما يتوافق مع لغة التصميم الحالية لكيا (اعتبارًا من 2016).  فتحت أبواب السيارة الانتحارية أبوابها بزاوية 90 درجة في اتجاهين متعاكسين،  كشفت عن تصميم بلا دعامات . تمت طباعة بعض المكونات الداخلية ثلاثية الأبعاد ، مما يمثل أول استخدام لكيا لتقنية الطباعة ثلاثية الأبعاد. 

## روابط خارجية
- الموقع الرسمي
 (الولايات المتحدة الأمريكية)
- بيان صحفي رسمي
- أحدث بيان صحفي مع مركبة الإنتاج